# Keir Starmer
Keir Rodney Starmer (London, 2. rujna 1962.) britanski je političar i odvjetnik, izabrani premijer Ujedinjenog Kraljevstva od 5. srpnja 2024., te od 2020. godine vođa Laburističke stranke. Bio je član Parlamenta za okrug Holborn i Saint Pancras od 2015. godine. Prethodno je bio ravnatelj Državnog odvjetništva od 2008. do 2013. godine.
Starmer je rođen u Londonu, a odrastao u Surreyu, gdje je pohađao državnu gimnaziju Reigate, koja je postala privatna škola dok je on bio student. Diplomirao je pravo na Sveučilištu u Leedsu 1985. godine i stekao poslijediplomsku diplomu iz građanskog prava na koledžu Saint Edmund Hall na Sveučilištu u Oxfordu 1986. godine. Nakon što je pozvan u odvjetničku komoru, Starmer se uglavnom bavio pitanjima ljudskih prava. Postavši članom Doughty Street Chambersa 1990. godine, imenovan je kraljičinim savjetnikom (QC) 2002. godine. Godine 2008. postao je ravnatelj Državnog odvjetništva (DPP), dužnost na kojoj je bio do 2013. godine.
Izabran u Parlament na općim izborima 2015. godine. Starmer je zagovarao drugi referendum o Brexitu, na kojem je izjavio da će glasati za ostanak u EU; ova je politika naposljetku uključena i u izbornu platformu Laburista 2019. godine.
Nakon što je Jeremy Corbyn podnio ostavku nakon poraza Laburista na općim izborima 2019., Starmer je pobijedio na izborima za vodstvo stranke 2020. Njegovo je vodstvo okarakterizirano kretanjem stranke prema političkom centru i napuštanjem većeg dijela ljevičarske platforme njegove kampanje, kao i protivljenjem nekim vladinim odgovorima na pandemiju COVID-19. Starmer je naglasio važnost uklanjanja antisemitizma u Laburističkoj stranci. Godine 2023. postavio je pet misija za laburističku vladu, usmjerenih na pitanja gospodarskog rasta, zdravlja, čiste energije, kriminala i obrazovanja.

## Rani život i obrazovanje
Keir Rodney Starmer rođen je u Southwarku u Londonu, 2. rujna 1962. Odrastao je u gradiću Oxted u Surreyu. Drugo je od četvero djece Josephine (rođene Baker), medicinske sestre, i Rodneyja Starmera, koji je bio alatničar. Njegova majka je imala Stillovu bolest. Njegovi su roditelji bili pristaše Laburističke stranke.
U svojim tinejdžerskim godinama Starmer je bio aktivan u laburističkoj politici; bio je član Laburističke stranke mladih socijalista u East Surreyu. Svirao je flautu, klavir i violinu. Starmer je studirao pravo na Sveučilištu u Leedsu, diplomirao je s odličnim ocjenama i diplomom prvostupnika prava (LLB) 1985. godine, postavši prvi član obitelji koji je završio fakultet. Pohađao je poslijediplomski studij građanskog prava (BCL) na Sveučilištu u Oxfordu 1986. godine.

## Pravna karijera

### Odvjetnik
Starmer je postao odvjetnik 1987. godine u Middle Templeu. Radio je kao pravni službenik za kampanju Liberty do 1990. godine. Bio je član Doughty Street Chambersa od 1990. nadalje, prvenstveno radeći na pitanjima ljudskih prava. Pozvan je u nekoliko karipskih zemalja, gdje je branio osuđenike osuđene na smrtnu kaznu. Pomagao je Helen Steel i Davidu Morrisu u slučaju McLibel, u suđenju i žalbi na engleskim sudovima, a zastupao ih je i na Europskom sudu.
Starmer je imenovan kraljičinim savjetnikom 9. travnja 2002. godine. Iste godine postao je zajednički voditelj Doughty Street Chambers-a. Starmer je služio kao savjetnik za ljudska prava u Policijskom odboru Sjeverne Irske i u Udruženju šefova policije UK, a također je bio član odbora za smrtnu kaznu Ministarstva vanjskih poslova i Commonwealtha od 2002. do 2008. godine. Kasnije je naveo svoj rad u policiji u Sjevernoj Irskoj kao ključan razlog nastavka političke karijere. Tijekom tog vremena također je protestvovao i pisao mišljenja protiv rata u Iraku.
U srpnju 2008. godine, barunica Škotske od Asthala, državna tužiteljica Engleske i Walesa, imenovala je Starmera za novog voditelja Državnog odvjetništva. Preuzeo je dužnost od Kena Macdonalda, 1. studenoga 2008. godine.
Starmer je napustio dužnost u studenom 2013., a zamijenila ga je Alison Saunders.  Kasnije tog mjeseca, Laburistička stranka objavila je da će Starmer pokrenuti istragu o promjeni zakona, kako bi se pružila dodatna zaštita žrtvama silovanja i zlostavljanja. U to se vrijeme već nagađalo da će se kandidirati kao kandidat Laburističke stranke za britanski parlament na izborima 2015.
Godine 2014. Starmer je bio jedan od predstavnika Hrvatske pred Međunarodnim sudom pravde u Haagu u tužbi o genocidnoj namjeri Srbije, argumentirajući da je Srbija namjeravala zauzeti trećinu hrvatskog teritorija i očistiti ga od Hrvata.

## Rana politička karijera

### Član Parlamenta
Starmer je u prosincu 2014. izabran za budućeg parlamentarnog kandidata Laburističke stranke za izbornu jedinicu Holborn i Saint Pancras, nakon odluke tadašnjeg zastupnika Franka Dobsona da se povuče. Starmer je izabran u Parlament s 17.048 glasova. Brojni su ga aktivisti poticali da se kandidira na izborima za vodstvo Laburističke stranke 2015., nakon ostavke Eda Milibanda, on je to odbio, za razlog navodeći nedostatak političkog iskustva.
Nakon Corbynove pobjede na izborima za vodstvo Laburističke stranke 2016. u rujnu, Starmer je prihvatio imenovanje državnog tajnika u sjeni za Brexit.
U svibnju 2017. godine Starmer je rekao da "sloboda kretanja u EU mora nestati", ali da je važno omogućiti građanima EU-a da migriraju u UK, s obzirom na važnost useljavanja za gospodarstvo UK-a. Starmer je bio zagovornik novog referenduma o Brexitu. Ovo je stajalište uključeno i kao zvanična politika Laburističke stranke u stranačkom programu za opće izbore 2019. godine.

## Vodstvo Laburističke stranke
Na općim izborima 2019. Laburisti su pretrpjeli najteži izborni poraz od 1935. godine, a Konzervativna stranka osvojila je većinu. Ovo je ujedno bio i četvrti uzastopni poraz Laburističke stranke na općim izborima. Nakon ovog poraza, Jeremy Corbyn je najavio da će se povući s mjesta čelnika Laburističke stranke . Starmer je najavio svoju kandidaturu na izborima za vodstvo koji su uslijedili 4. siječnja 2020., dobivši potporu zastupnika. Starmer je 4. travnja 2020. pobijedio na natjecanju za vodstvo Laburista 2020., pobijedivši Rebeccu Long-Bailey i Lisu Nandy, s 56,2% glasova u prvom krugu.
Tijekom njegova mandata stranka se približila političkom centru. Pod Starmerovim mandatom, stranka još uvijek podržava renacionalizaciju britanskih željeznica, i obećala je stvoriti energetsku tvrtku u javnom vlasništvu, GB Energy, kako bi se "natjecala s privatnom industrijom i promicala obnovljivu energiju", koja se razlikuje od pune nacionalizacije energetske industrije kao što je ranije obećano.
Laburistička stranka izgubila je gotovo 100.000 članova tijekom 2021. godine. Stranka je također kritizirana jer navodno nije odgovorila na rasizam i islamofobiju unutar stranke, kao što je utvrđeno u Fordeovom izvješću za 2020. koje je naručio Starmer, a izradio Martin Forde. Stranku je optužio za "hijerarhiju rasizma i diskriminacije" u kojoj se određeni oblici rasizma i zlostavljanja ne shvaćaju ozbiljno kao drugi. Crni laburistički zastupnici osudili su reakciju stranke na probleme navedene u izvješću.
Nakon optužbi o antisemitizmu tijekom vodstva Jeremyja Corbyna, Starmer je obećao da će okončati antisemitizam u stranci. Starmer se ispričao za "mrlju" antisemitizma unutar stranke, dodavši da će "iz korijena iščupati taj otrov". U listopadu 2020., nakon objave izvješća Povjerenstva za jednakost i ljudska prava (EHRC) o antisemitizmu u stranci, Starmer je u potpunosti prihvatio njegove nalaze i ispričao se Židovima u ime stranke.
Tijekom rata između Izraela i Hamasa, Starmer je istaknuo svoju potporu Izraelu, te izjavio da bi bio naklonjen vojnoj pomoći zemlji i nazvao akcije Hamasa terorizmom. U intervjuu 11. listopada 2023., Starmer je upitan bi li bilo primjereno da Izrael potpuno prekine opskrbu Gaze strujom i vodom, a Starmer je odgovorio da "misli da Izrael na to ima pravo" i da je "očito da sve treba učiniti u okviru međunarodnog prava". Starmer je 20. listopada, nakon kritika i ostavki laburističkih vijećnika, rekao da je samo mislio da Izrael ima pravo braniti se. Starmer je rekao da bi prekid vatre samo koristio Hamasu za buduće napade.

## Političke pozicije
Starmerova politika je opisana kao nejasna i "teška za definiranje". Kada je izabran za vođu Laburista, za Starmera se vjerovalo da pripada mekoj ljevici Laburističke stranke. Međutim, od tada se preselio u politički centar.

### Domaća pitanja
Starmer je u više navrata naglašavao potrebu reforme javnih institucija. Obećao je ukinuti Dom lordova i zamijeniti ga izravno izabranom "Skupštinom regija i nacija", ali detalji o tome bit će predmet javne rasprave. Starmer snažno podržava zelene politike za rješavanje klimatskih promjena. Obvezao se eliminirati fosilna goriva iz britanske električne mreže do 2030. godine, pet godina prije cilja konzervativne vlade.
 

Starmer se obvezao da će smanjiti stope nasilja nad ženama i djevojčicama, prepoloviti stope teških nasilnih zločina, povećati povjerenje u sustav kaznenog pravosuđa i stvoriti Optužnu komisiju koja bi imala za zadatak "donošenje reformi kako bi se preokrenuo pad u broju kaznenih djela koja se rješavaju".

### Vanjski poslovi
Starmer je glasao za ostanak u EU na referendumu o Brexitu i, kao državni tajnik u sjeni za Brexit, zagovarao je drugi referendum o Brexitu nakon povlačenja Ujedinjenog Kraljevstva iz EU.
Starmer je zagovarao kraj svih "ilegalnih ratova" i reviziju britanskog izvoza oružja . Tijekom svoje kampanje za vodstvo, obećao je stvoriti Zakon o sprječavanju vojne intervencije, koji bi dopuštao samo zakonite vojne akcije uz potporu Donjeg doma. Starmer je 2015. izjavio kako vjeruje da rat u Iraku " nije zakonit prema međunarodnom pravu, jer nije postojala UN-ova rezolucija koja ga izričito odobrava". Starmer je pozvao na sankcije protiv kineskih dužnosnika koji su bili umiješani u kršenja ljudskih prava.
Tijekom tranzicije SAD-a s predsjedništva Donalda Trumpa na predsjedništvo Joea Bidena, izjavio je: "Ja sam protiv Donalda Trumpa, ali podržavam Ameriku. I optimističan sam u pogledu novog odnosa koji možemo izgraditi s predsjednikom Joe Bidenom." Rekao je da je "Britanija najjača" onda kada je "most između SAD-a i ostatka Europe".
Godine 2021. Starmer je izjavio da Izrael "mora poštovati međunarodno pravo" i pozvao izraelsku vladu da radi s palestinskim čelnicima na deeskalaciji izraelsko-palestinskog sukoba. Starmer je također izrazio podršku stvaranju "obrnutog OPEC-a " za promicanje obnovljive energije. Odbacio je tvrdnju da je Izrael država apartheida. U siječnju 2024., Starmer je rekao da će buduća laburistička vlada priznati državu Palestinu kao dio multinacionalnog mirovnog procesa.
Tijekom rusko-ukrajinske krize 2021. – 2022., Starmer se sastao s glavnim tajnikom NATO-a, Jensom Stoltenbergom, i rekao u intervjuu za BBC da je njegov prethodnik Jeremy Corbyn "pogriješio" jer je bio kritičar NATO-a. Starmer je pozvao na "rasprostranjene i teške" ekonomske sankcije protiv Rusije. U veljači 2023. sastao se s ukrajinskim predsjednikom Volodomirom Zelenskim i obećao potporu Ukrajini tijekom ruske invazije na zemlju. Starmer da ako on postane premijer, neće biti promjena u britanskom stavu o ratu u Ukrajini. Također je pozvao da se ruskim čelnicima, uključujući Putinu, sudi u Haagu za zločine protiv čovječnosti. Starmer je podržao izdavanje potjernice za Putinom od strane Međunarodnog kaznenog suda.
Starmer podržava održavanje nuklearnog arsenala Ujedinjenog Kraljevstva, kao nuklearnog sredstva odvraćanja.

## Osobni život
Starmer je oženjen za Victoriu Starmer (rođenu Alexander) od 6. svibnja 2007. godine. Prethodno je bila odvjetnica, a trenutno se bavi medicinom rada. Imaju dvoje djece, sina i kćer, koji se odgajaju u judaizmu, vjeri njihove majke. Sam Starmer izjavio je da ne vjeruje u Boga, ali vjeruje u vjeru i njenu moć da okupi ljude. On je peskatarijanac, a njegova žena je vegetarijanka. Svoju su djecu odgajali kao vegetarijance do njihove 10. godine, a tada su dobili mogućnost jesti meso.
Starmer je bio nogometaš, igrao je za Homerton Academicals, amaterski tim iz sjevernog Londona, a navija za Arsenal. Starmer je bivši član Trilateralne komisije.

## Reference
1. ↑  Belize. 1997. Belize government gazette. Inačica izvorne stranice arhivirana 15. srpnja 2020. Pristupljeno 2. srpnja 2020.
2. ↑  Moss, Stephen. 9. travnja 2016. Labour's Keir Starmer: 'If we don't capture the ambitions of a generation, it doesn't matter who is leading the party'. The Guardian. Inačica izvorne stranice arhivirana 29. veljače 2020. Pristupljeno 4. travnja 2020.
3. ↑  Sir Keir Starmer: 'My mum's health battles have inspired me'. Ham & High. 27. ožujka 2015. Inačica izvorne stranice arhivirana 8. travnja 2020. Pristupljeno 4. travnja 2020.
4. 1 2  Who is Keir Starmer?. BuzzFeed. 12. veljače 2020. Inačica izvorne stranice arhivirana 9. travnja 2020. Pristupljeno 4. travnja 2020.
5. 1 2  Stewart, Heather. 27. ožujka 2020. Keir Starmer had no enemies. Can he keep it that way?. The Guardian. Inačica izvorne stranice arhivirana 27. ožujka 2020. Pristupljeno 28. ožujka 2020.
6. ↑  Hello: MP Keir Starmer – On The Hill. 22. studenoga 2015. Inačica izvorne stranice arhivirana 22. svibnja 2020. Pristupljeno 11. svibnja 2020.
7. 1 2 3 4 5 6  Bates, Stephen. 1. kolovoza 2008. The Guardian profile: Keir Starmer. The Guardian. Inačica izvorne stranice arhivirana 29. ožujka 2019. Pristupljeno 10. travnja 2020.
8. ↑  People of Today. Debretts.com. Inačica izvorne stranice arhivirana 23. veljače 2015. Pristupljeno 4. srpnja 2016.
9. ↑  Middle Temple. Middle Temple. Inačica izvorne stranice arhivirana 26. rujna 2020. Pristupljeno 4. siječnja 2020.
10. ↑  Corrections and clarifications. The Guardian. 16. siječnja 2020. Inačica izvorne stranice arhivirana 13. veljače 2023. Pristupljeno 22. studenoga 2022.
11. ↑  Branagh, Ellen. 23. srpnja 2013. Stephen Lawrence barrister Alison Saunders to take over from Keir Starmer as new Director of Public Prosecutions. The Independent. Inačica izvorne stranice arhivirana 25. rujna 2015. Pristupljeno 23. srpnja 2013.
12. ↑  Watt, Nicholas. 28. prosinca 2013. Keir Starmer takes Labour adviser role and hints at career as MP. The Guardian. Inačica izvorne stranice arhivirana 2. srpnja 2020. Pristupljeno 2. srpnja 2020.
13. ↑  Josip, Ivanovic. 7. ožujka 2014. Serbia 'Tried to Eradicate Croatian Population'. Balkan Transitional Justice
14. ↑  Keir Starmer to stand for Labour in Holborn and St Pancras. The Guardian. 13. prosinca 2014. Inačica izvorne stranice arhivirana 2. travnja 2019. Pristupljeno 12. prosinca 2016.
15. ↑  Holborn & St. Pancras Parliamentary Constituency. BBC News. 8. svibnja 2015. Inačica izvorne stranice arhivirana 11. travnja 2019. Pristupljeno 20. lipnja 2018.
16. ↑  Weaver, Matthew. 15. svibnja 2015. Labour activists urge Keir Starmer to stand for party leadership. The Guardian. Inačica izvorne stranice arhivirana 18. svibnja 2015. Pristupljeno 17. svibnja 2015.
17. ↑  Davies, Caroline. 17. svibnja 2015. Keir Starmer rules himself out of Labour leadership contest. The Guardian. Inačica izvorne stranice arhivirana 19. lipnja 2015. Pristupljeno 17. svibnja 2015.
18. ↑  Jeremy Corbyn has appointed Sir Keir Starmer as Shadow Brexit Secretary and the Tories should be worried. politicalbetting.com. 6. listopada 2016. Inačica izvorne stranice arhivirana 10. prosinca 2016. Pristupljeno 7. prosinca 2016.
19. ↑  Swinford, Steven. 25. travnja 2017. Labour's flagship vow to end free movement unravels as party says EU migrants with jobs can come to UK. The Daily Telegraph. Inačica izvorne stranice arhivirana 13. siječnja 2020. Pristupljeno 13. siječnja 2020.
20. ↑  Keir Starmer battles to keep Labour support for people's vote alive. The Guardian. 7. veljače 2019. Inačica izvorne stranice arhivirana 1. ožujka 2020. Pristupljeno 13. ožujka 2020.
21. ↑  Brexit; Labour manifesto to offer vote on Leave and Remain. BBC News. 10. rujna 2019. Inačica izvorne stranice arhivirana 10. travnja 2020. Pristupljeno 13. ožujka 2020.
22. ↑  Labour losses in 2019 election 'felt like slowest slap in the face'. BBC News. 12. prosinca 2020. Inačica izvorne stranice arhivirana 8. listopada 2023. Pristupljeno 7. srpnja 2023.
23. ↑  Chris Curtis. 23. prosinca 2019. In their own words: why voters abandoned Labour. YouGov. Inačica izvorne stranice arhivirana 4. kolovoza 2023. Pristupljeno 3. kolovoza 2023.
24. ↑  Jeremy Corbyn: 'I will not lead Labour at next election'. BBC News. 13. prosinca 2019. Inačica izvorne stranice arhivirana 14. prosinca 2019. Pristupljeno 7. srpnja 2023.
25. ↑  Keir Starmer enters Labour leadership contest. BBC News. 4. siječnja 2020. Inačica izvorne stranice arhivirana 4. siječnja 2020. Pristupljeno 4. siječnja 2020.
26. ↑  Leadership Elections 2020 Results. The Labour Party. Inačica izvorne stranice arhivirana 4. travnja 2020. Pristupljeno 4. travnja 2020.
27. ↑  Esther Webber, Eleni Courea, Emilio Casalicchio and Ailbhe Rea. 27. rujna 2022. 'No Drama Starmer': Is the UK Labour Party quietly marching back to power?. Politico. Inačica izvorne stranice arhivirana 5. svibnja 2023. Pristupljeno 5. svibnja 2023.CS1 održavanje: više imena: authors list (link)
28. ↑  Labour commits to bringing railways back into public ownership. The Independent. 9. listopada 2023. Inačica izvorne stranice arhivirana 4. siječnja 2024. Pristupljeno 4. siječnja 2024.
29. ↑  Labour conference votes to nationalise energy. BBC News. 9. listopada 2023. Inačica izvorne stranice arhivirana 4. siječnja 2024. Pristupljeno 4. siječnja 2024.
30. ↑  Keir Starmer speech: Labour plans publicly owned renewable energy giant. BBC News. 27. rujna 2022. Inačica izvorne stranice arhivirana 5. siječnja 2024. Pristupljeno 5. siječnja 2024.
31. ↑  Stone, Jon. 17. kolovoza 2022. Labour loses nearly 100,000 members and makes £5 million loss in 2021. The Independent. Inačica izvorne stranice arhivirana 9. prosinca 2022. Pristupljeno 9. prosinca 2022.
32. 1 2  Adu, Aletha. 18. ožujka 2023. Labour accused of still not engaging with 'hierarchy of racism' claims. The Guardian. Inačica izvorne stranice arhivirana 30. travnja 2023. Pristupljeno 30. travnja 2023.
33. ↑  Merrick, Rob. 26. srpnja 2022. 'Kick in the teeth': Black Labour MPs condemn party's response to report uncovering 'racism'. The Independent. Inačica izvorne stranice arhivirana 8. listopada 2023. Pristupljeno 30. travnja 2023.
34. ↑  Labour leadership winner: Sir Keir Starmer. BBC News. 4. travnja 2020. Inačica izvorne stranice arhivirana 10. travnja 2020. Pristupljeno 16. srpnja 2023.
35. ↑  A guide to Labour Party anti-Semitism claims. BBC News. 18. studenoga 2020. Inačica izvorne stranice arhivirana 6. svibnja 2023. Pristupljeno 5. svibnja 2023.
36. ↑  New Labour leader Keir Starmer vows to lead party into 'new era'. BBC News. 4. travnja 2020. Inačica izvorne stranice arhivirana 25. travnja 2020. Pristupljeno 3. kolovoza 2023.
37. ↑  Walker, Peter. 29. listopada 2020. Keir Starmer: EHRC antisemitism report is day of shame for Labour. The Guardian. Inačica izvorne stranice arhivirana 29. listopada 2020. Pristupljeno 29. listopada 2020.
38. ↑  Syal, Rajeev. 29. listopada 2020. Antisemitism in Labour: what did the report find and what happens next. The Guardian. Inačica izvorne stranice arhivirana 30. listopada 2020. Pristupljeno 29. listopada 2020.
39. ↑  UK Labour leader Starmer: Israel must always have right to defend itself. Reuters. 10. listopada 2023. Inačica izvorne stranice arhivirana 13. listopada 2023. Pristupljeno 13. listopada 2023.
40. ↑  MacInnes, Paul; Steinberg, Jacob. 11. listopada 2023. FA will announce plans to honour Israel victims before England friendly. The Guardian. ISSN 0261-3077. Inačica izvorne stranice arhivirana 13. listopada 2023. Pristupljeno 13. listopada 2023.
41. ↑  Israel 'has the right' to withhold power and water from Gaza, says Sir Keir Starmer. LBC. 11. listopada 2023. Inačica izvorne stranice arhivirana 11. listopada 2023. Pristupljeno 12. listopada 2023.
42. 1 2  Keir Starmer facing pressure over Gaza stance. BBC News. 25. listopada 2023. Inačica izvorne stranice arhivirana 25. listopada 2023. Pristupljeno 26. listopada 2023.
43. ↑  Rogers, Alexandra. 20. listopada 2023. Sir Keir Starmer seeks to clarify Gaza remarks following backlash from Labour councillors. Sky News. Inačica izvorne stranice arhivirana 28. listopada 2023. Pristupljeno 28. listopada 2023.
44. ↑  Keir Starmer, a serious Labour man. The Economist. 27. veljače 2020. ISSN 0013-0613. Inačica izvorne stranice arhivirana 19. svibnja 2023. Pristupljeno 19. svibnja 2023.. It is hard to define what Sir Keir stands for politically
45. ↑  Grierson, Jamie; Stewart, Heather. 15. prosinca 2019. Labour leadership contest: who are the runners and riders?. The Guardian. ISSN 0261-3077. Inačica izvorne stranice arhivirana 19. svibnja 2023. Pristupljeno 19. svibnja 2023.. Away from Brexit, his politics are less clear.
46. ↑  Editorial. 6. travnja 2020. The Guardian view on Keir Starmer: a serious politician. The Guardian. ISSN 0261-3077. Inačica izvorne stranice arhivirana 19. svibnja 2023. Pristupljeno 19. svibnja 2023.. This makes it hard to define what Sir Keir stands for politically. But it is clear what he is not: a populist.
47. ↑  Bienkov, Adam Payne, Adam. Keir Starmer wins the Labour leadership contest and vows to unite the party. Business Insider. Inačica izvorne stranice arhivirana 19. svibnja 2023. Pristupljeno 19. svibnja 2023.
48. ↑  Chaplain, Chloe. 23. svibnja 2023. Purging the left and ditching socialism could see Labour lose voters, Sir Keir Starmer warned. i. Inačica izvorne stranice arhivirana 31. svibnja 2023. Pristupljeno 31. svibnja 2023.
49. ↑  Castle, Stephen. 29. rujna 2021. U.K. Labour Leader Makes a Firm Push to the Political Center. The New York Times (engleski). ISSN 0362-4331. Pristupljeno 23. svibnja 2024.
50. ↑  Cooper, Charlie. 7. rujna 2023. Labour's Keir Starmer is a green activist to his core. Politico. Inačica izvorne stranice arhivirana 13. rujna 2023. Pristupljeno 13. rujna 2023.
51. ↑  Brown, Faye. 8. kolovoza 2023. Labour pledges to reverse 'collapse in solving crime' with 'Charging Commission'. Sky News. Inačica izvorne stranice arhivirana 13. listopada 2023. Pristupljeno 13. rujna 2023.
52. ↑  Starmer: No case for rejoining EU or major renegotiation of trade deal. Yahoo News (engleski). 10. siječnja 2021. Pristupljeno 6. lipnja 2024.
53. ↑  My Pledges to You. Keir Starmer.com. Inačica izvorne stranice arhivirana 4. travnja 2020. Pristupljeno 1. travnja 2020.
54. ↑  Labour leadership: The key policies of Keir Starmer, Rebecca Long-Bailey and Lisa Nandy. The Independent. 25. veljače 2020. Inačica izvorne stranice arhivirana 27. ožujka 2020. Pristupljeno 1. travnja 2020.
55. ↑  What does Keir Starmer mean by a 'Prevention of Military Intervention Act'?. LabourList. 12. veljače 2020. Inačica izvorne stranice arhivirana 27. veljače 2020. Pristupljeno 1. travnja 2020.
56. ↑  Starmer, Keir. 30. studenoga 2015. Airstrikes in Syria are lawful, but I'll be voting against them. The Guardian. Inačica izvorne stranice arhivirana 10. travnja 2020. Pristupljeno 10. travnja 2020.
57. ↑  China: Keir Starmer urges Boris Johnson to impose human rights sanctions. The Independent. 20. srpnja 2020. Inačica izvorne stranice arhivirana 1. veljače 2022. Pristupljeno 1. veljače 2022.
58. ↑  Rea, Ailbhe. 16. siječnja 2021. Keir Starmer opens up on foreign policy and conversations with Barack Obama. New Statesman. Inačica izvorne stranice arhivirana 16. siječnja 2021. Pristupljeno 16. siječnja 2021.
59. ↑  Doherty, Rosa. 11. svibnja 2021. Starmer under fire over 'one-sided' response to Israeli-Palestinian violence. The Jewish Chronicle. Inačica izvorne stranice arhivirana 12. svibnja 2021. Pristupljeno 15. svibnja 2021.
60. ↑  Jason Mountford. Keir Starmer Calls For An "inverse OPEC" To Accelerate Renewable Energy Adoption Worldwide. Forbes. Inačica izvorne stranice arhivirana 21. veljače 2023. Pristupljeno 21. veljače 2023.
61. ↑  Simmons, Jake Wallace. 7. travnja 2022. Israel is not an apartheid state, says Keir Starmer as he apologises for the Corbyn years. The Jewish Chronicle. Inačica izvorne stranice arhivirana 13. rujna 2023. Pristupljeno 13. rujna 2023.
62. ↑  Prinsley, Jane. 15. siječnja 2024. Keir Starmer drops Corbyn-era policy on Palestinian statehood. The Jewish Chronicle. Inačica izvorne stranice arhivirana 30. siječnja 2024. Pristupljeno 30. siječnja 2024.
63. ↑  Johnson hints German reliance on Russian gas could affect Ukraine response. The Guardian. 25. siječnja 2022. Inačica izvorne stranice arhivirana 18. veljače 2022. Pristupljeno 13. veljače 2022.
64. ↑  Ogirenko, Valentyn. 16. veljače 2023. UK will back Ukraine if opposition Labour win power - Labour leader. Reuters. Inačica izvorne stranice arhivirana 8. listopada 2023. Pristupljeno 13. rujna 2023.
65. ↑  Honeycombe-Foster, Matt. 16. veljače 2023. UK's Keir Starmer vows 'unwavering' support in surprise Ukraine visit. Politico. Inačica izvorne stranice arhivirana 13. listopada 2023. Pristupljeno 13. rujna 2023.
66. ↑  Keir Starmer meets Ukraine's President Zelensky in Kyiv. BBC News. 16. veljače 2023. Inačica izvorne stranice arhivirana 20. siječnja 2024. Pristupljeno 13. rujna 2023.
67. ↑  Patrick, Holly. 8. veljače 2023. Starmer says Putin 'and all his cronies' should 'stand at the Hague and face justice'. The Independent. Inačica izvorne stranice arhivirana 13. listopada 2023. Pristupljeno 13. rujna 2023.
68. ↑  Cordon, Gavin. 17. ožujka 2023. Britain welcomes issuing of arrest warrant for Vladimir Putin. Evening Standard. Inačica izvorne stranice arhivirana 13. listopada 2023. Pristupljeno 13. rujna 2023.
69. ↑  Jeremy Corbyn was wrong on Nato, says Sir Keir Starmer (engleski). 10. veljače 2022. Pristupljeno 6. lipnja 2024.
70. ↑  What do we know about Sir Keir Starmer's wife, Lady Starmer?. Tatler. 24. travnja 2020. Inačica izvorne stranice arhivirana 18. kolovoza 2020.
71. 1 2  Keir Starmer: The sensible radical. New Statesman. 31. ožujka 2020. Inačica izvorne stranice arhivirana 5. travnja 2020.
72. ↑  Pickard, Jim. 7. svibnja 2020. Keir Starmer: 'The government has been slow in nearly all of the major decisions'. Financial Times. Inačica izvorne stranice arhivirana 15. lipnja 2020.
73. ↑  Harpin, Lee. 16. studenoga 2020. Starmer: Our kids are being brought up to know their Jewish backgrounds. The Jewish Chronicle. Inačica izvorne stranice arhivirana 25. rujna 2022.
74. ↑  Politics Keir Starmer: I may not believe in God, but I do believe in faith. i. 11. travnja 2021. Inačica izvorne stranice arhivirana 9. srpnja 2021.
75. ↑  Holl-Allen, Genevieve. 26. srpnja 2023. Sir Keir Starmer: I didn't let my children eat meat until they were 10. The Daily Telegraph. ISSN 0307-1235. Inačica izvorne stranice arhivirana 8. listopada 2023. Pristupljeno 13. rujna 2023.
76. ↑  Moss, Stephen. 21. rujna 2009. Keir Starmer: 'I wouldn't characterise myself as a bleeding heart liberal . . .'. The Guardian. Inačica izvorne stranice arhivirana 16. svibnja 2019.
77. ↑  Kennard, Matt. 26. srpnja 2023. Keir Starmer joined secretive CIA-linked group while serving in Corbyn's shadow cabinet. Declassified UK. Inačica izvorne stranice arhivirana 26. srpnja 2023. Pristupljeno 26. srpnja 2023.